# 2013 en Alberta
Chronologie de l'Alberta
- 2009
- 2010
- 2011
- 2012
- 2013
- 2014
- 2015
- 2016
- 2017

Cette page concerne des événements qui se sont produits durant l'année 2013 dans la province canadienne de l'Alberta.

## Politique
- Premier ministre : Alison Redford (Parti progressiste-conservateur)
- Chef de l'Opposition : Danielle Smith (Parti Wildrose)
- Lieutenant-gouverneur : Donald Ethell (en)
- Législature : 28e (en)

## Éléments de contexte
- Avec 22,8 millions de mètres cubes de bois récoltés, l'Alberta assure 15 % de la production annuelle canadienne[1].

## Événements
- Mise en service du  Bow River Footbridge , passerelle en bois pour les piétons et les cyclistes de 80 mètres de portée située à Banff[2].
- Jeudi 21 mars, Alberta : un carambolage massif sur l'autoroute 2 au cours des conditions de tempête hivernale blesse environ 100 personnes.

- Juin : des inondations hors normes provoquent des dommages évalués à quelques milliards de dollars dans plusieurs régions de l'Alberta, notamment dans sa capitale Calgary. Certaines personnes meurent et d'autres sont portées disparues.

- 3 au 8 septembre 2013 : 1re édition du Tour d'Alberta. Cette course est classée 2.1 à l'UCI America Tour.

- Samedi 30 novembre : l'Aéroport d'Edmonton City Centre (Blatchford Field) (en), le plus ancien terrain d'aviation au Canada ferme officiellement ses portes[3].

## Décès
- mercredi 6 février : 
  - Arthé Guimond (né le 22 mai 1931 à Rimouski au Québec et mort à St. Albert), prélat canadien de l'Église catholique. Il fut archevêque de l'archidiocèse de Grouard-McLennan.
  - Roger Motut, enseignant et écrivain.
- vendredi 29 mars : Ralph Klein, premier ministre de l'Alberta.